# Russell Endean
William Russell Endean (* 31. Mai 1924 in Johannesburg, Südafrikanische Union; † 28. Juni 2003 in London, Vereinigtes Königreich) war ein südafrikanischer Cricket- und Hockeyspieler, der zwischen 1951 und 1958 für die südafrikanische Cricket-Nationalmannschaft spielte.

## Kindheit und Ausbildung
Endean war Teil der 6th South African Armoured Division und diente im Zweiten Weltkrieg in Italien und Ägypten. Auch absolvierte er eine Ausbildung als Wirtschaftsprüfer.

## Aktive Karriere
Endean gab sein First-Class-Debüt in der Saison 1945/46 und spielte zunächst für Transvaal. Auch spielte er Hockey und absolvierte dabei für die südafrikanische Nationalmannschaft Begegnungen. Sein Test für Südafrika erfolgte im August 1951 in England. Dabei war er Teil eines kuriosen Dismissals, als Englands Kapitän den Ball ein zweites Mal schlug und so dem Fang durch Endean entging. Daraufhin verlor Hutton als erster Spieler in einem Test auf Grund von Obstructing the field sein Wicket. In der Saison 1952/53 reiste er mit dem Nationalteam nach Australien. Dort erzielte er im zweiten Test ein Century über 162* Runs, bevor ihm in den folgenden drei Spielen je ein Fifty gelang (71, 56 und 70 Runs). Bei der folgenden Tour in Neuseeland gelang ihm ein weiteres Century über 116 Runs. Im Folgejahr kam die neuseeländische Mannschaft nach Südafrika, wo er zwei weitere Fifties (93 und 87 Runs) erzielte. Im Juli 1955 erreichte er in England ein Century über 116* Runs, womit er die Serie ausglich. Als die englische Mannschaft in der Saison 1956/57 nach Südafrika kam, war er im zweiten Test der erste Spieler im Test Cricket, der nach einem Ball von Jim Laker den Ball mit der Hand abwehrte und daraufhin mit einem handled the ball ausschied. Im fünften Test konnte er mit einem Half-Century über 70 Runs den Sieg einleiten, der für die ausgeglichene Serie sorgte. Seine letzte internationale Serie erfolgte bei der Tour Australiens in Südafrika in der Saison Saison 1957/58. Hier erzielte er im ersten Test zwei Fifties (50 und 77 Runs), blieb in den verbliebenen Spielen jedoch hinter diesen Leistungen zurück. Sein letztes First-Class-Spiel absolvierte er in der Saison 1960/61.

## Nach der aktiven Karriere
Seine Frau hatte er bei der Tour in England 1955 kennengelernt und so zog er im Jahr 1961 nach England, wo er als Wirtschaftsprüfer bei BP arbeitete. Er verstarb im Juni 2003 im Alter von 79 Jahren.